# Dusnok
Dusnok là một thị trấn thuộc hạt Bács-Kiskun, Hungary. Thị trấn này có diện tích 57,47 km², dân số năm 2010 là 2953 người, mật độ 51 người/km².